# Васильев, Александр Макарович
Александр Макарович Васильев (1915, д. Огорово, Новгородская губерния — 26 августа 1941, около посёлка Тиури, Карело-Финская ССР) — командир взвода разведки 81-го Краснознамённого стрелкового полка 54-й стрелковой дивизии. Герой Советского Союза (1940).

## Биография
Александр Макарович Васильев родился в 1915 году в деревне Огорово в семье крестьянина.
После окончания начальной школы работал в колхозе «Русское Огорово» бригадиром. Призван в Красную Армию в 1937 году.
Участвовал в советско-финской войне. 7 декабря 1939 года во время наступления младший командир 81-го стрелкового полка 163-й стрелковой дивизии 9-й армии А. Макаров и пулемётчик Пахомов, вырвавшиеся вперёд, были отрезаны пулемётным огнём. Гранатами и ответным пулемётным огнём они вдвоём уничтожили противника, обеспечив продвижение роты.
Во время проведения разведки группа Васильева попала в засаду. В ходе боя был ранен командир роты Михайлицын. Приняв командование на себя, Васильев прикрывал отход товарищей. Через два дня, 11 декабря, отделение разведчиков совершило нападение на крупный отряд белофинских лыжников, только что захвативших нашу батарею. В ходе атаки под руководством Васильева она была отбита.
Во время выполнения задания отделение Васильева столкнулось с превосходящими силами противника. В ходе боя уцелели лишь Васильев и пулемётчик Бурков. Они продолжали стрелять из двух ручных пулемётов, не давая врагу подняться в атаку. Белофинны покинули позиции.
За образцовое выполнение заданий А. М. Васильеву 26 января 1940 года присвоено звание Героя Советского Союза.
Когда началась Великая Отечественная война, младший лейтенант Васильев вновь оказался на фронте. Он командовал взводом разведки 81-го Краснознамённого полка 54-й стрелковой дивизии. Во время разведки его взвод попал в окружение. А. М. Васильев погиб во время боя 26 августа 1941 года в районе деревни  Тиури, где и был похоронен. После войны деревня была переименована в его честь. Командование взводом разведки принял Федоров Арсентий Яковлевич (28.12.1916-03.09.1991).

## Память
В 1948-м году в честь А. М. Васильева был переименован посёлок Тиури (фин. Tiuri) в Приозерском районе Ленинградской области.

## Награды
- Медаль «Золотая Звезда» Героя Советского Союза (№ 204)
- Орден Ленина
- Орден Красного Знамени (посмертно)
- Медали

## Память
- В 1948 году посёлок Тиури Приозёрского района Ленинградской области переименован в Васильево.
- В центре д. Васильево установлен памятный знак.
- На месте д. Огорово воздвигнут обелиск[3].
- 28 января 2004 года в селе Оскуй установлен памятный знак трём уроженцам Чудовского района: двум Героям Советского Союза — А. М. Васильеву и Д. М. Берлинскому, и генерал-лейтенанту Б. Л. Петрову.